# ژان پرودرومیدس
ژان پرودرومیدس (فرانسوی: Jean Prodromidès‎؛ ۳ ژوئیهٔ ۱۹۲۷ – ۱۷ مارس ۲۰۱۶) موسیقی‌دان و آهنگساز اهل فرانسه بود.
از فیلم‌ها یا مجموعه‌های تلویزیونی که وی در آن‌ها نقش داشته‌است می‌توان به دانتون اشاره نمود.